# Obszar Chronionego Krajobrazu Okolice Polanowa
Obszar Chronionego Krajobrazu Okolice Polanowa – obszar chronionego krajobrazu położony we wschodniej części województwa zachodniopomorskiego na terenie gminy Polanów.

## Położenie
Obszar obejmuje ochroną fragment Wysoczyzny Polanowskiej na wschód i północny wschód od Polanowa wraz z fragmentem doliny Grabowej poniżej tego miasta. Wewnątrz obszaru znajduje się miejscowość Warblewo, przy północno-wschodniej granicy obszaru miejscowość Wielin, przy wschodniej granicy – miejscowość Rochowo, a przy południowo-wschodnim narożniku obszaru – miejscowość Rzeczyca Wielka.

## Historia i status prawny
Obszar objęty został ochroną na podstawie Uchwały Nr X/46/75 Wojewódzkiej Rady Narodowej w Koszalinie z dnia 17 listopada 1975 r. w sprawie stref chronionego krajobrazu (Dz. Urz. WRN w Koszalinie Nr 9, poz. 49). Obszar obejmował wówczas ochroną 1857 ha. Po reformie administracyjnej w 1999 roku znalazł się w granicach województw zachodniopomorskiego. Ochrona obszaru została podtrzymana rozporządzeniem Wojewody Zachodniopomorskiego. W 2003 dotychczasowa strefa ochrony krajobrazu uznana została za obszar chronionego krajobrazu i przyjęte zostały ujednolicone zakazy wszystkich obszarach tej formy ochrony w województwie, skorygowane w 2005 i później wielokrotnie modyfikowane przez Sejmik Województwa Zachodniopomorskiego (8-krotnie w latach 2009-2018). W obwieszczeniu z roku 2014 zmieniono granicę obszaru na 1992,4 ha.

## Charakterystyka krajobrazu
Obszar chroni młodoglacjalny krajobraz przecięty doliną rzeki Grabowej. Wzniesienia morenowe pokryte są lasami, głównie liściastymi, ale także drzewostanami świerków pospolitych. Dolina Grabowej stanowi siedlisko szeregu rzadko spotykanych gatunków zwierząt. Spośród ptaków zarejestrowano tu obecność takich gatunków jak: derkacz, strumieniówka, świerszczak, pliszka górska, pluszcz. W wodach występują tu m.in.: minóg strumieniowy, pstrąg potokowy, pstrąg tęczowy, strzebla potokowa, głowacz białopłetwy.

## Nadzór
Nadzór nad obszarem sprawuje Sejmik Województwa Zachodniopomorskiego.